# كامة (جنس)
الكامَة هو جنس من محار المياه المالحة الملصقة من الرخويات البحرية ذات الصدفتين في الفصيلة الكامية. من أنواعها حافر الحمار.

## التسمية
الاسم مشتق من المرجع المذكور من اسم الفصيلة الكامية.